# Nubischer Wildesel
Der Nubische Wildesel (Equus asinus africanus) ist eine Säugetier-Unterart aus der Familie der Pferde (Equidae). Es handelt sich um eine etwas kleinere Unterart des Afrikanischen Esels mit 110 bis 122 cm Schulterhöhe. Er ist vermutlich in seiner Heimat ausgestorben, nachdem das letzte bekannte Tier 1970 im Nord-Sudan erlegt wurde.
Möglicherweise überlebten aber zwei Populationen außerhalb des Herkunftsgebietes in Bonaire und Gebel Elba.

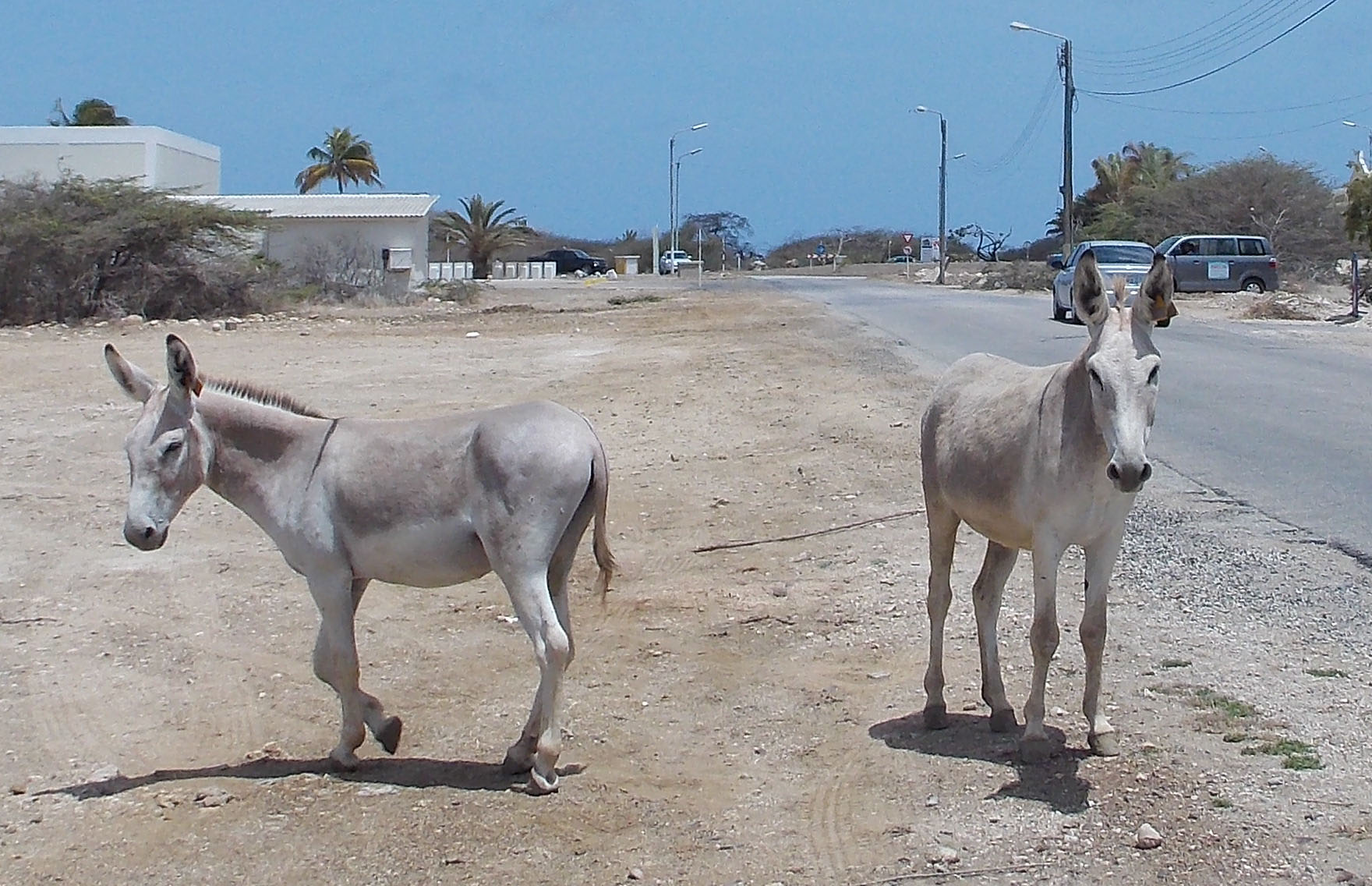
Esel der Population von Bonaire.

Der Nubische Esel kann nach DNA-Untersuchungen als Stammform einer Linie der heutigen domestizierten Hausesel angesehen werden.
Die Unterart wird so beschrieben: Schulterhöhe 115 bis 121 cm, Ohren sehr lang (182–245 mm und damit länger als bei Equus asinus somaliensis mit 187–200 mm), in den Körperproportionen kurzbeiniger als dieser. In der Färbung immer mit einem Dorsalstreifen von der Mähne bis zur Schwanzwurzel, sehr selten unterbrochen. Ohne Beinstreifen, gelegentlich wenige Strichel oberhalb des Fesselgelenks. Relativ kurzer Schädel, Diastema von geringer Breite, die Einschnürung des Schädels hinter den Augenhöhlen (postorbital) gut ausgeprägt. Die Augenhöhle setzt hoch an und unterbricht die dorsale Schädelkontur.